# Ərəfsə
Ərəfsə (também, Arafsa e Aravsa) é uma vila e município no distrito de Julfa de Naquichevão, Azerbaijão. Situa-se a 55 quilômetros a norte do centro do distrito, na margem direita do rio Alinja, na encosta da serra de Zanguezur. Sua população está ocupada com o cultivo de videiras, cultivo de grãos e criação de animais. Há uma escola secundária, casa cultural, duas bibliotecas, agência de comunicação e um posto médico na aldeia. Tem uma população de 940 habitantes. Existem o Daxe Corpu (Daş Körpü) e o assentamento Carabaleque da Idade Média no nordeste da vila de Arafsa.